# Richard Driscoll
Richard Driscoll, né le 14 juin 1951, est un réalisateur, acteur, scénariste et producteur gallois.
Connu pour ses productions horrifiques, il dirige la société de production House of Fear. Parmi ses réalisations, on peut citer le film Kannibal (2001), avec Linnea Quigley, Evil Calls (2011), avec Eileen Daly ou encore la comédie horrifique  Eldorado (2012), qui réunit Daryl Hannah, David Carradine, Brigitte Nielsen et Michael Madsen.
Scénariste et producteur, Richard Driscoll apparaît également comme acteur dans certains de ses films sous le pseudonyme de Steven Craine. 

## Filmographie

### Réalisateur
- 1985 : The Comic (+ scénario)
- 1988 : Silent Heroes (+ scénario)
- 2001 : Kannibal (+ scénario)
- 2008 : The Legend of Harrow Woods (+ scénario)
- 2012 : Eldorado (en) (+ scénario)
- 2012 : Grindhouse 2wo (+ scénario)
- 2017 : Grindhouse Nightmare
- 2018 : Assassins Revenge (+ scénario)
- 2019 : Born2Race (+ scénario)
- 2020 : Conjuring: The Book of the Dead (+ scénario)

### Acteur

#### Télévision
- 1981 : The Life and Times of David Lloyd George (série télévisée, 1 épisode) : Lord Askwith
- 1981 : It Ain't Half Hot Mum (série télévisée, 1 épisode) : Private Jones
- 1983 : Jamaica Inn (téléfilm) : Sedgewick
- 1984 : The Mimosa Boys (téléfilm) : Griffin
- 1984 : The Master of Ballantrae (téléfilm) : McGregor
- 1984 : The District Nurse (série télévisée, 3 épisodes) : John Morris
- 1985 : La Guerre de Jenny (téléfilm) : Stanson
- 1990 : Boon (série télévisée, 1 épisode) : Butch

#### Cinéma
- 1983 : Star Wars, épisode VI : Le Retour du Jedi (non crédité)
- 2001 : Kannibal : Quinn/Kavanagh/Virgil
- 2008 : The Legend of Harrow Woods : George Carney
- 2012 : Eldorado (en) : Oliver Rosenblum
- 2018 : Assassins Revenge : The comedian / William Bard